# شارع سانتا مونيكا
هو الطريق السريع الولاية في ولاية كاليفورنيا الأمريكية.يبدأ من التقاطع شارع سانتا مونيكا إلى الجادة Centinela في سانتا مونيكا هذا الطريق هو جزء من نظام الطرق السريعة والطرق السريعة في ولاية كاليفورنيا ومثل الطرق السريعة بين الولايات والطرق والطرق العامة الفيدرالية تدير ولاية كاليفورنيا الطريق تحتفظ بها وزارة النقل في ولاية كاليفورنيا

الطريق